# Phthitia ovicercus
Phthitia ovicercus är en tvåvingeart som beskrevs av Marshall 1992. Phthitia ovicercus ingår i släktet Phthitia och familjen hoppflugor.
Artens utbredningsområde är Ontario. Inga underarter finns listade i Catalogue of Life.